# Władysław Kucharski (historyk)
Władysław Wiktor Kucharski (ur. 23 grudnia 1875 w Sanoku, zm. 28 maja 1942 w Nowym Sączu) – polski nauczyciel, historyk.

## Życiorys
Władysław Wiktor Kucharski urodził się 23 grudnia 1875 w Sanoku. Był synem Stanisława (kancelista od ksiąg gruntowych w C. K. Sądzie Obwodowym w Sanoku, radny miejski, w 1896 przeniesiony służbowo do Lwowa) i Zofii z domu Robel (zm. 1932 w Sanoku). Miał brata Mieczysława (gimnazjalista, zm. 1885 w wieku 12 lat), siostry Wandę (zm. 3 stycznia 1882 mając 3 lata), Stefanię Apolonię (1885-1886). Wraz z rodziną mieszkał w Sanoku przy ulicy Podgórze 284.
W 1894 zdał egzamin dojrzałości w C. K. Gimnazjum w Sanoku (w jego klasie byli m.in. Emil Gaweł, Franciszek Słuszkiewicz). Po maturze miał podjąć studia prawnicze. Od 1894 do 1898 studiował na Wydziale Filozoficznym Uniwersytetu Lwowskiego na kierunkach o specjalności historii, geografii i filozofii pod opieką naukową prof. Ludwika Finkela. Od października 1895 do 1896 odbywał studia uzupełniające na kierunku filozoficznym na Uniwersytecie we Fryburgu (Szwajcaria), co umożliwiło mu stypendium przyznane przez fundację Czartoryskich.
Reskryptem C. K. Rady Szkolnej Krajowej 22 sierpnia 1898 został mianowany zastępcą nauczyciela w C. K. V Gimnazjum we Lwowie i od tego czasu pracował w zawodzie nauczyciela. W tej szkole uczył języka polskiego, historii, geografii. Złożył egzamin nauczycielski w zakresie geografii i historii 28 lutego 1899. Reskryptem C. K. Ministra Wyznań i Oświaty z 22 czerwca 1899 został mianowany nauczycielem rzeczywistym w C. K. Gimnazjum w Brzeżanach. Tam przez następne lata uczył języka polskiego, historii, geografii, historii kraju rodzinnego, języka francuskiego, był zawiadowcą biblioteki polskiej dla młodzieży, zawiadowcą zbiorów geograficznych. Reskryptami C. K. Rady Szkolnej Krajowej z 29 grudnia 1901, z 14 października 1902 poruczono mu nadzór nad klasami umieszczonymi poza budynkiem w roku szkolnym 1901/1902, 1902/1903. Reskryptem RSK z 17 października 1902 został zatwierdzony w zawodzie nauczycielskim i otrzymał tytuł c. k. profesora. 
Reskryptem C. K. Ministra Wyznań i Oświaty z 23 czerwca 1903 otrzymał posadę nauczyciela w C. K. IV Gimnazjum we Lwowie. Tam uczył historii, geografii, historii kraju rodzinnego (dziejów ojczystych), języka polskiego, kaligrafii, był zawiadowcą zbioru map i gabinetu geograficznego. 11 października 1910 oraz 7 lipca 1911 udzielano mu urlopu z posady nauczyciela w IV Gimnazjum i roku szkolnym 1910/1911 oraz 1911/1912 pełnił stanowisko kierownika Prywatnego Gimnazjum Realnego w Borszczowie, ucząc tam historii, geografii. Od roku szkolnego 1912/1913 ponownie był profesorem w IV Gimnazjum ucząc historii i geografii, był opiekunem kółka historycznego. Po wybuchu I wojny światowej w 1914 został członkiem Miejskiej Straży Obywatelskiej we Lwowie (sekcja III w dzielnicy I). Po nadejściu inwazji rosyjskiej pozostał we Lwowie i uczył w IV Gimnazjum swoich przedmiotów w klasach kombinowanych, zastępczo zawiadywał też funduszem budowy bursy, później był też pomocnikiem kancelaryjnym dyrektora.
Już po odzyskaniu przez Polskę niepodległości w roku szkolnym 1918/1919 podjął się zorganizowania kolonii dla uczniów IV Gimnazjum. Po przemianowaniu szkoły na Gimnazjum im. Jana Długosza nadal uczył historii i geografii, był zawiadowcą gabinetu historyczno-geograficznego i był pomocnikiem kancelaryjnym dyrektora. Równolegle, otrzymując zniżkę godzin lekcyjnych, w roku szkolnym 1919/1920 i 1920/1921 był kierownikiem Prywatnego Gimnazjum Realnego i Liceum Żeńskiego Sióstr Sercanek („Sacré Coeur”) (typu humanistycznego) przy placu Jura l we Lwowie. W 1921 kierował Zakładem Sierot i Ubogich w Drohowyżu. W późniejszych latach 20. nadal uczył w IV Gimnazjum. W szkole założył Kółko Miłośników Zabytków Lwowa.
Na początku XX wieku był członkiem zarządu Polskiego Muzeum Szkolnego we Lwowie. Według stanu z 1912 był członkiem Towarzystwa Historycznego. Od 1919 do 1921 zasiadał w Tymczasowej Radzie Miejskiej we Lwowie. Był przewodniczącym koła im. Adama Asnyka Towarzystwa Szkoły Ludowej we Lwowie. Od 1924 był redaktorem czasopisma harcerskiego „Skaut”. Pełnił funkcję wiceprezesa Zarządu Oddziału Związku Harcerstwa Polskiego (prezesem był o. Gerard Szmyd, katecheta w IV Gimnazjum).  
Latem 1935 został dyrektorem Gimnazjum im. Stanisława Konarskiego w Oświęcimiu i sprawował to stanowisko do wybuchu II wojny światowej we wrześniu 1939. Pełniąc ten urząd zrzekł się pensji ze względu na emeryturę wojskową.
Był redaktorem podręczników szkolnych wydawnictwa Ossolineum. Tworzył monografie historyczne, szkice literackie, nowele, utwory poetyckie i sceniczne, Został honorowym członkiem Koła Historyków Uniwersytetu Jana Kazimierza we Lwowie. Został określony jako pierwszy historyk pochodzącym z miasta Sanoka. Był autorem monografii historycznej pt. Sanok i sanocka ziemia w dobie Piastów i Jagiellonów. Monografia historyczna z 1905, służącej na początku XX wieku za podstawowe źródło wiedzy o mieście, z którego korzystali w kolejnych latach historycy-regionaliści.
Władysław Kucharski zmarł 28 maja 1942 w Nowym Sączu. Został pochowany na Cmentarzu Komunalnym w Nowym Sączu (kwatera 9) Był żonaty, miał dwóch synów, którzy polegli walcząc jako Orlęta Lwowskie w obronie Lwowa w 1918.

## Publikacje
- Złota bulla z r. 1212 (1900, w: Sprawozdanie Dyrekcyi C. K. Gimnazyum w Brzeżanach za rok szkolny 1900)[53]
- Z przeszłości Sanoka (cykl w: „Gazeta Sanocka” od nr 9/1904)[54]
- Gimnazyum sanockie w świetle cyfr do r. 1899 (cykl w: „Gazeta Sanocka” od nr 21/1904)[55]
- Sanok i sanocka ziemia w dobie Piastów i Jagiellonów. Monografia historyczna (1905)[56]
- Grzegorz z Sanoka. Rys biograficzny (w: „Gazeta Sanocka” nr 143/1906)[57]
- Magistrat i mieszczanie sanoccy w ostatnim dziesiątku XVIII wieku (cykl w: „Gazeta Sanocka” od nr 162/1907)[58]
- Ludność ziemi sanockiej na schyłku XVIII wieku w świetle protokołu magistratu sanockiego (przyczynek do historyi Sanoka) (1907)
- Przywileje wybranieckie. Dokumenty z ziemi sanockiej (1908)
- Rozruchy lutowe w Jasielskiem (1908)
- Wiosna Ludów w jasielskiem. Na podstawie rękopiśmiennych materyałów posła Franciszka Trzecieskiego i Rady Narodowej Obwodu Jasielskiego (1910)
- Geografia monarchii austriacko-węgierskiej dla użytku szkolnego (przed 1914, podręcznik)[59]
- Mapa Galicyi. Skala 1:750 000 (1915, współautorstwo)
- Z czasu wojny (szkice) (1916, zbiór nowel)[60]
- W stopięćdziesiątą rocznicę utworzenia Komisji Edukacji Narodowej i śmierci ks. Stanisława Konarskiego (1923)
- Ustawy Komisji Edukacji Narodowej dla stanu akademickiego i na szkoły w krajach Rzeczypospolitej przepisane w Warszawie roku 1783 (1923)
- Grottger. Malarz powstania styczniowego (1923)
- Historia Polski w obrazach Matejki (1923, podręcznik)[61]
- Bolesław Chrobry. W 900-ną rocznicę koronacji (1925)
- Elementarz (metoda dźwiękowa) (1925, współautor: Jan Kazimierz Króliński)
- Henryk Sienkiewicz (życie i dzieła) (1925)
- Myśli z pism Sienkiewicza (1926)
- Dwustopniowość nauki historii w szkole średniej (1926)
- Jan Długosz (1415-1480) (1928)[62]
- Księga pamiątkowa 50-lecia Gimnazjum im. Jana Długosza we Lwowie (1928, redakcja)
  - w tym: Przegląd historyczny 50-lecia Gimnazjum IV im. Jana Długosza we Lwowie[63]
- Szkice historyczne (wybór). Objaśnienia i przypisy, Tom 1, Część 2 (1930, współautor: Karol Szajnocha)
- Wiadomości o Polsce współczesnej. Ze szczególnem uwzglȩdnieniem stosunków politycznych, gospodarczych i społecznych (1930, współautor: Antoni Wereszczyński)
- Idź na padół płaczu (obrazek sceniczny)[64]

## Odznaczenia
polskie
- Odznaka pamiątkowa „Orlęta”[28]
- Odznaka 15-ej Służby dla Harcerstwa[28]

austro-węgierskie
- Krzyż Jubileuszowy dla Cywilnych Funkcjonariuszów Państwowych[34]